# Yukon (Schiff, 1994)

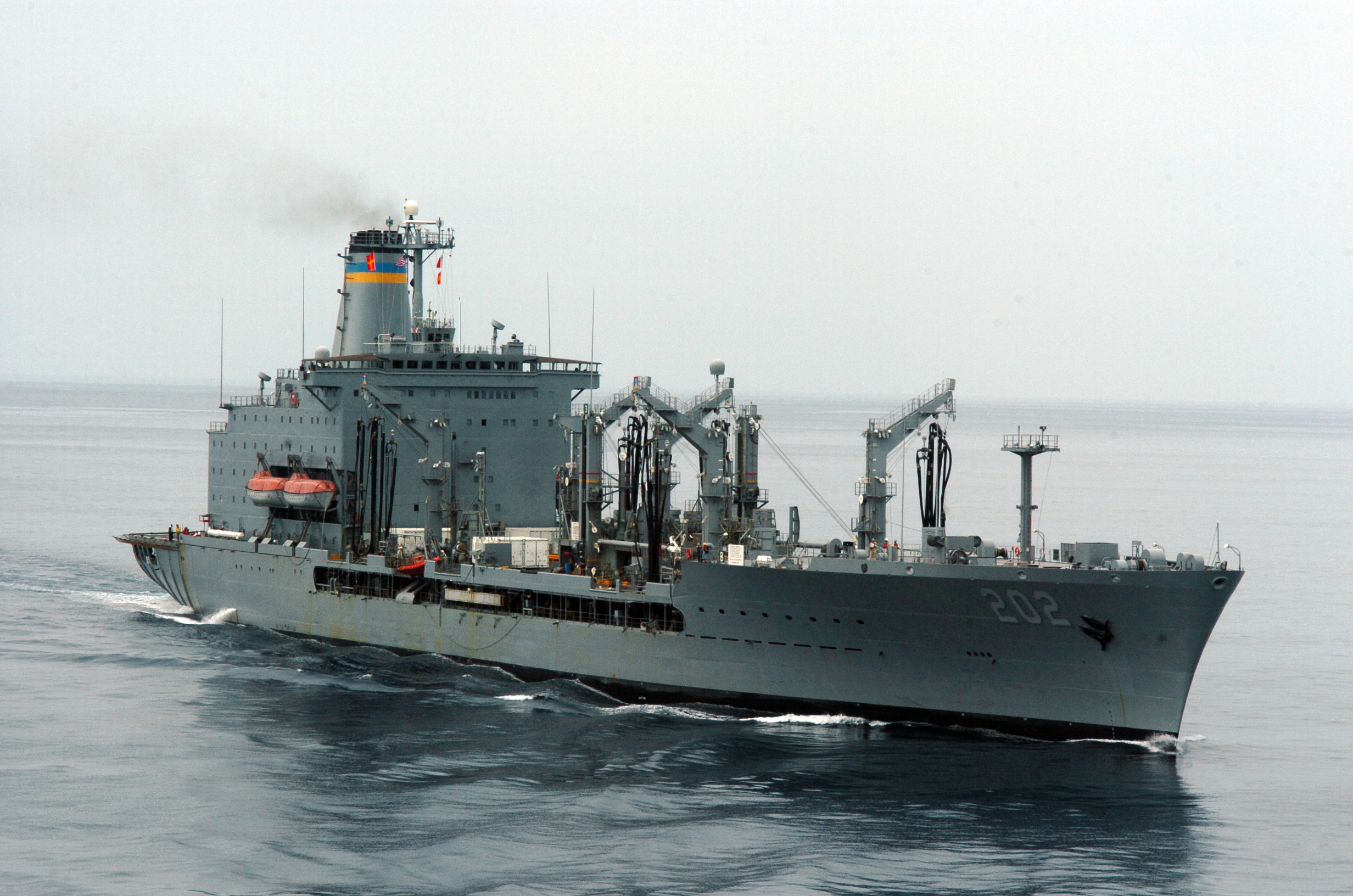
USNS Yukon im Indischen Ozean

Die USNS Yukon (T-AO-202) ist ein Öltanker der Henry-J.-Kaiser-Klasse, der vom Military Sealift Command zur Versorgung von Schiffen der US Navy betrieben wird.
Die Yukon als 16. Schiff ihrer Klasse wurde am 13. Mai 1991 bei  Avondale Shipyard, in New Orleans, Louisiana auf Kiel gelegt und lief am 6. Februar 1993 vom Stapel.
Am 25. März ging sie mit einer hauptsächlich zivilen Besatzung beim Military Sealift Command in Dienst. Sie gehört zur United States Pacific Fleet.
Am 27. Februar 2000 kollidierte die Yukon mit einem kleineren zivilen Frachtschiff bei der Einfahrt in den Hafen von Dubai.
Zu einer weiteren Kollision kam es am 13. Juli 2000 westlich von Hawaii bei der Seeversorgung der USS Denver. Es gab keine Verletzten und es kam zu keinen Treibstofflecks, die Yukon und die Denver erlitten aber größere Beschädigungen am Rumpf. Die Untersuchungen sahen die Schuld bei der Denver. Beide Schiffe liefen die Pearl Harbor Naval Shipyard für Reparaturen an. Yukon verlegte danach nach San Francisco für weitere Reparaturen in Verbindung mit einer geplanten Überholung. Im Januar 2001 ging sie wieder in Dienst.
Bei der Versorgung der Essex am 16. Mai 2012 kam es zu einer erneuten Kollision, bei der es wiederum keine Verletzten gab. Beide Schiffe konnten mit eigener Kraft nach San Diego fahren.